# 11176 Батт
11176 Батт (11176 Batth) — астероїд головного поясу, відкритий 20 березня 1998 року.
Тіссеранів параметр щодо Юпітера — 3,245.